# アビリティモンキー
アビリティモンキーは、ホリプロコムに所属していたお笑いコンビ。

## メンバー
- 永井塁（ながい るい、1987年7月14日 - ）

ボケ担当。栃木県出身。宇都宮高校、早稲田大学卒業。
身長167cm、体重52kg、血液型はA型。
早稲田大学お笑い工房LUDO9期生。「ナイーブ」というコンビで大学生M-1グランプリ2009で優勝経験がある。
- 後藤亮介（ごとう りょうすけ、1986年5月26日 - ）

ツッコミ担当。愛知県出身。
身長173cm、体重77kg、血液型はA型。

## 来歴
目黒笑売塾6期生出身（2007年4月入学、2008年3月卒業）。
2008年4月にNHK総合テレビ『テレ遊びパフォー!』にアマチュアとして自分たちのネタを投稿、同番組第2回の放送（2008年4月9日）にて出演者のマスター前田政二に鍛えられ、その模様も番組中で放送された。これより間もなくして、ホリプロコムに所属が決まる。
2009年11月解散。この後、後藤は元・ダルメシアン（同じくホリプロコム所属、2009年10月解散）の川口英之と『ボストンミルク』（現・ホタテーズ）を結成、2010年1月15日の『ホリプロお笑いライブNEO』にボストンミルクとして初出演。2021年にホタテーズを解散し、ナオ・デストラーデ（元湘南デストラーデ）、石井勇気（元パンダユナイテッド）とのトリオ『マイアミバスケットボールクラブ』を結成して浅井企画に移籍するが、2024年に解散、引退した。一方、永井は元・『少年ハリケーン』の塩沢啓太朗と『ベントナー』を結成するが2015年に解散し、地元栃木県でローカルタレントとして活動。

## 芸風
つかみから永井が、後藤の太目の体形をネタにして演じていた。また、永井が特技とするボイスパーカッションを生かすような形で、途中に頻繁にラップのリズムに乗せたネタを披露していた。

## 出演

### テレビ
- テレ遊びパフォー!（NHK総合）
- お笑い図鑑 ハマヌキ（テレビ神奈川） - 2008年11月
- 爆笑トライアウト（NHK総合） - 2009年4月3日深夜
  - 会場審査は6位（341TP）、視聴者投票は8位（597票）。
- 爆笑レッドシアター（フジテレビ） - 2009年6月10日、『ホワイトシアター』
- バナナ炎（TOKYO MX、2009年7月14日）
- エンタの天使（日本テレビ） - 2009年9月30日（第12回）、キャッチコピーは「猿joy（エンジョイ）系リズム漫才」